# 取手市立取手西小学校
取手市立取手西小学校（とりでしりつ とりでにししょうがっこう）は、茨城県取手市稲にある公立の小学校。
ここでは統合前の小学校である取手市立白山西小学校と取手市立稲小学校についても述べる。

## 概要
2016年に開校した。取手市立白山西小学校跡地は後に、前田建設工業人材開発センターとなっている。

## 沿革

### 統合前
- 1973年（昭和48年）4月 - 取手市立白山小学校から分離し、取手市立白山西小学校創立（創立記念日：6月13日）
- 1974年（昭和49年）- 稲地区の学区を、取手市立永山小学校から取手市立白山西小学校に変更
- 1982年（昭和57年）- 取手市立白山西小学校・取手市立寺原小学校から分離し、取手市立稲小学校創立（創立記念日：6月17日）
- 2016年（平成28年）
  - 3月11日 - 取手市立稲小学校及び取手市立白山西小学校の閉校式（校旗返納式）
  - 3月31日 - 閉校

### 統合後
- 2016年（平成28年）
  - 4月1日 - 取手市立取手西小学校として開校。
  - 7月1日 - 校歌（作詞：大野靖之、作曲：山下祐加[1]）・校旗披露。この日が創立記念日となる。
- 2017年（平成29年）3月13日 - 第1回卒業証書授与式挙行。

## 学校行事
- 4月 春休み·1学期始業式・入学式
- 5月運動会
- 6月
- 7月創立記念日·夏休み(下旬)
- 8月夏休み(全日)
- 9月
- 10月 1学期終業式・2学期始業式
- 11月文化祭
- 12月冬休み(下旬)
- 1月冬休み(上旬)
- 2月
- 3月 卒業式·2学期修了式·春休み·離任式

## 学区
- 白山7 - 8丁目・新町5 - 6丁目・稲・西1 - 2丁目・寺田（一部)

## 進学先中学校
- 取手市立取手第二中学校

## 学校周辺
- 特別養護老人ホームめぐみの杜
- こぶし公園
- 日枝神社
- フジ取手ボウル

## アクセス
- 取手市コミュニティバス中央循環西ルート「稲」バス停から、徒歩約645m・約10分[2]。
- JR常磐線取手駅から、
  - 上述のコミュニティバスで、「稲」バス停まで36分[3]、下車後徒歩。
  - 車で約3km・約5分。
- 関東鉄道常総線新取手駅から、上述のコミュニティバスで、「稲」バス停まで8分[4]、下車徒歩。
- 取手市役所から、
  - 徒歩約300m・約8分。
  - 上述のコミュニティバスで、「稲」バス停まで13分、下車徒歩。なお、コミュニティバスは片方向運行の為、徒歩移動が早い。